# P.J. Jones
P.J. Jones, född den 23 april 1969 i Torrance, Kalifornien, USA, är en amerikansk racerförare. Han är son till racerföraren Parnelli Jones, vinnare av Indianapolis 500 1962.

## Racingkarriär
Jones tävlade i Nascar Winston Cup under 1990-talet, och gjorde sin debut 1993 på Sears Point. Han har dock aldrig fått chansen att genomföra en hel säsong i Cupserien, men tog en fjärdeplats 2002 på Watkins Glen. Han har även deltagit i Nascar Busch Series och Nascar Craftsman Truck Series, utan racevinster. Jones har lyckats bättre inom sportvagnar, där han vann Daytona 24-timmars 1993. Från och med 1996 var CART Jones huvudsakliga fokus, men han lyckades aldrig ta sig upp på pallen i mästerskapet. I början av sin karriär i serien var han hopplöst efter, men kom så småningom att bli tillräckligt bra för att sluta sjuttonde i mästerskapet 1999 med Patrick Racing. Med tanke på Patricks övriga resultat vid tidpunkten, så räckte inte det till förnyat förtroende. Jones har även deltagit i Indianapolis 500 två gånger, med en nittondeplats 2006 som bästa resultat.